# Cattedrale di San Dionigi (Saint-Denis)
La cattedrale di San Dionigi è una cattedrale cattolica che sorge nel centro di Saint-Denis, la capitale dell'isola della Riunione, ed è cattedrale della diocesi di Saint-Denis-de-La Réunion.

## Storia
L'edificio è stato costruito secondo il progetto dell'ingegnere Paradis al posto di una chiesa precedente risalente al XVIII secolo. La sua costruzione è iniziata nel novembre 1829 ed è stata completata nel 1832. Nel 1854, il sindaco Gustave Manès (1811–1857) offre alla città una fontana acquistata presso la fonderia di arte Ducell, fontana che viene posta di fronte alla cattedrale e che appare nel registro dei monumenti storici. La cattedrale è stata consacrata il 28 settembre 1860 e ha acquisito la sua forma definitiva nel 1863, con la costruzione del portico occidentale in prostilo e la realizzazione dei bassorilievi che adornano il frontone della facciata principale ad opera dell'ingegnere coloniale Schneider.
È stata classificata come monumento storico di Francia il 13 ottobre 1975.